# Haliotoidea
Haliotoidea Rafinesque, 1815 è una superfamiglia  di molluschi gasteropodi della sottoclasse Vetigastropoda.

## Descrizione
Le specie viventi di questa superfamiglia hanno una conchiglia con struttura prismatica composta da squame o piastrine di calcite, che formano prismi irregolari con un asse parallelo all'esterno del guscio. Sul bordo della conchiglia sono presenti dei fori disposti regolarmente che costituiscono pori respiratori.  Hanno anche un potente piede muscolare che consente loro di muoversi e di ancorarsi fortemente su substrati solidi. Sono vegetariani e si nutrono principalmente di alghe e/o fitoplancton.

## Tassonomia
Haliotoidea comprende 2 famiglie di cui una estinta:
- Famiglia Haliotidae Rafinesque, 1815
- Famiglia  † Temnotropidae Cox, 1960